# Шлиц (Фогельсберг)
Шлиц (нем. Schlitz) — город в Германии, в земле Гессен. Подчинён административному округу Гиссен. Входит в состав района Фогельсберг. Население составляет 9731 человек (на 31 декабря 2010 года). Занимает площадь 142,09 км². Официальный код — 06 5 35 015.
Город подразделяется на 17 городских районов.